# Place Saint-Lambert
Pour les articles homonymes, voir Place Saint-Lambert (homonymie).
La place Saint-Lambert  est une place publique située dans le centre-ville de Liège, en Belgique. Espace créé consécutivement à la destruction de la cathédrale Notre-Dame-et-Saint-Lambert par les Liégeois eux-mêmes lors de la révolution liégeoise, elle est devenue la place principale de la ville.

## Description
La place Saint-Lambert se compose, en son centre, d’une grande dalle minérale dont plusieurs éléments évoquent la Cathédrale Notre-Dame-et-Saint-Lambert, qui occupait le site auparavant. Des piliers en métal rappellent la largeur de la nef principale. Un espace surélevé, habillé de marbre rouge et de pavements vitrés, marque l’emplacement du chœur occidental de la Cathédrale, dédié au culte de Saint-Lambert. Accolés aux colonnes, des massifs en béton martelé symbolisent les contreforts de l’ancien sanctuaire. Des marquages au sol montrent l’organisation spatiale de l’église et la disposition des travées.
Les fondements de l'ancienne cathédrale ont été découverts pendant plusieurs investigations archéologiques. Désormais, ces vestiges représentent l'essentiel du musée Archéoforum qui se trouve, littéralement, au-dessous de la place. Ce musée présente ainsi les traces d'une occupation de plus de 9 000 ans, avec une occupation néolithique occasionnelle, la présence d'une villa gallo-romaine, un village datant de l'époque de l'assassinat de Lambert de Maastricht ainsi que les cathédrales successives.
Dominant de sa haute stature la place Saint-Lambert, le palais des princes-évêques de Liège accueille les autorités judiciaires et les institutions de la Province de Liège. Sa façade de style classique est édifiée à la fin des années 1730 par Jean-André Anneessens. Un portail orné d’un fronton aux armes du prince évêque de l’époque, Georges-Louis de Berghes, marque l’entrée monumentale du palais. Une aile, de style néogothique, réalisée en 1871, prolonge la façade en direction de la place du Marché.
Au nord-ouest de la place, la Régie des bâtiments a construit une série de cinq immeubles, de part et d'autre de la place Notger, pour rassembler, à proximité du palais des princes-évêques, différents services judiciaires, dispersés auparavant dans d’autres quartiers de la ville de Liège. Le chantier s’est étalé entre 2005 et 2012, conduit par les architectes liégeois Claude Strebelle et Arlette Baumans.
Dans le prolongement, sur le côté ouest, le bâtiment qui longe la place comporte soixante logements et deux niveaux de commerce. Sa façade en pierre naturelle et sa toiture en ardoise ont été conçues pour s’harmoniser avec la façade et les toitures historiques du palais des princes-évêques. Cette réalisation s’intègre dans un ensemble plus grand, l’îlot Saint Michel, composé de quatre bâtiments et construit entre 1995 et 1999, entre la place Saint-Lambert et la rue Haute-Sauvenière.
Au sud de la place, le centre commercial « Galeries St-Lambert » occupe depuis 2004 l’emplacement de l’ancien magasin « Grand Bazar » qui a été largement rénové et agrandi. Seule la façade, de style néo-Renaissance, est préservée et restaurée.
Un terrain vacant, nommé « îlot Tivoli », occupe l'espace entre la place Saint-Lambert et la place du Marché. Il est le dernier témoin des grandes destructions que la place et ses environs ont connu dans les années 1970 à la suite d’un projet avorté de créer un grand carrefour de voies rapides au cœur de la ville. Il reste à ce jour un espace vacant et sans fonction.
Parmi les voies adjacentes à la place, on trouve les rues Sainte-Ursule, de Bex, de Bruxelles, Gérardrie, Joffre et Léopold.

## Histoire

### Le site

#### Le site primitif de Liège
La place Saint-Lambert et ses alentours constituent le site primitif de Liège, le lieu originel de l’implantation de la ville. Son attractivité s’explique par la Légia, un ruisseau qui, venant du plateau hesbignon, débouche dans la vallée de la Meuse à hauteur de la future place Saint-Lambert. À cet endroit, la Légia se scinde en plusieurs bras et forme un cône de déjection, un talus, surélevé d’au moins 7 mètres par rapport au niveau de la Meuse. C’est sur ce promontoire que s'installent les premiers « liégeois » protégés des crues du fleuve, à l’abri des vents du nord et entourés de terres fertiles et limoneuses.

#### Une occupation préhistorique
Plusieurs passages de groupes nomades sont attestés sur le site de la future place Saint-Lambert et ses alentours. Lors de fouilles archéologiques, des silex taillés et divers outils de pierre ont été découverts et sont, pour certains, vieux de plus de 50 000 ans
Cependant, c’est seulement vers 5350 avant l'ère commune que s’installent les premiers agriculteurs sur le site. Sédentaires, ils cultivent des céréales, élèvent des animaux domestiques tout en complétant leur régime alimentaire grâce à la chasse et à la pêche. Ils édifient un village composé de vastes cabanes construites à l’aide de pieux et de branches, recouverts de torchis. A l’époque, les coteaux aux alentours sont boisés. Seul le fond de la vallée est réservé aux cultures et aux prairies.

#### Une ferme gallo-romaine
À partir du premier siècle de notre ère, le site connaît une occupation romaine avec l’établissement d’une vaste villa, très probablement, à vocation agricole. Elle se situe au cœur de la Civitas Tungrorum qui s’organise de part et d’autre de la Meuse.
Couvrant une grande superficie, l’établissement romain est relativement important et luxueux. Il possède un système de chauffage à air chaud et une série de bains reliés à un praefurnium qui produit de l’eau chaude. Un chenal dévie les eaux de la Légia pour alimenter la villa en eau courante.
L’occupation romaine sur le site se maintient très probablement jusqu’au début du IVe siècle ou la seconde moitié du IIIe siècle. Ensuite, elle semble avoir été abandonnée à la suite des troubles qui touchent la région.

#### Un assassinat fondateur

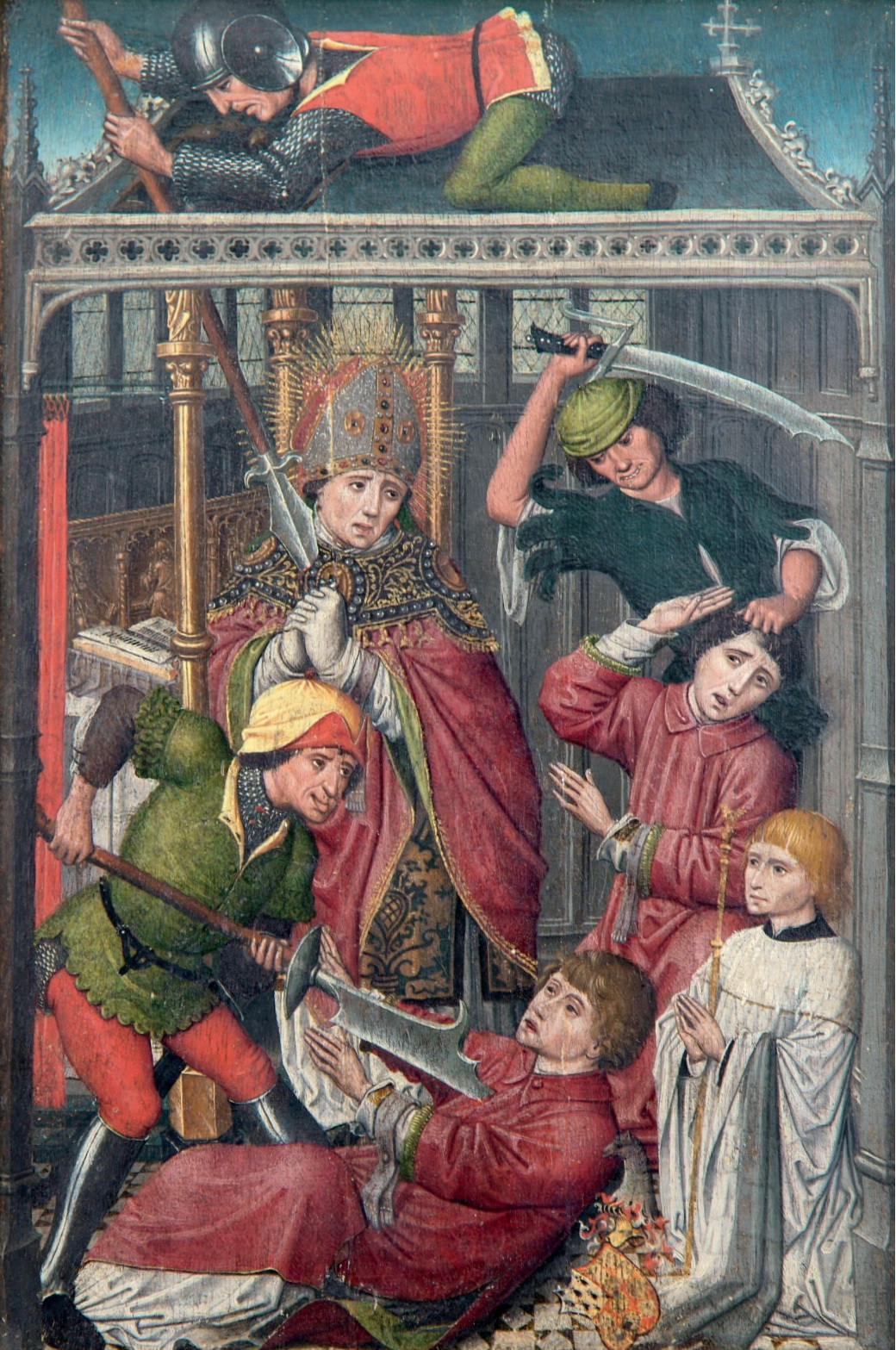
Assassinat de Saint-Lambert, détail du diptyque du Jugement dernier attribué à Jan van Brussel, XVe siècle, hôtel de ville de Maastricht.

Au début du Moyen-Âge (VIe et VIIe siècles), le site de la place Saint-Lambert accueille le centre d’une petite bourgade mérovingienne qui s’étend sur plusieurs centaines de mètres aux environs. Une des maisons du village sert de résidence occasionnelle à l’évêque de Tongres-Maastricht.
C’est dans cette résidence que l’évêque Lambert, originaire de Maastricht, est assassiné le 17 septembre, d’une année comprise entre 700 et 705. Immédiatement, ce martyr entraîne le développement d’un culte populaire important et une église, un martyrium, dédiée au défunt est construite à l’emplacement du drame. Son successeur, l’évêque Hubert, y transfère les reliques de Lambert.
La mort de Lambert et le développement de son culte sont à la base de l’essor de Liège qui en moins d’un siècle se transforme en une agglomération importante où, en 770, Charlemagne célèbre les fêtes de Pâques. C’est au même moment que Liège devient la résidence principale des évêques et le chef-lieu de l’évêché.

#### Place à la Cathédrale
En parallèle au développement de la ville de Liège et du culte de saint Lambert, le site accueille les différents édifices religieux qui se succèdent et qui abritent les reliques du saint : martyrium, cathédrale carolingienne, ottonienne, romane et enfin gothique.
Ces édifices successifs, avec leurs cloîtres, leurs tours, leurs bâtiments annexes occupent au fil des années, une très large superficie qui englobe presque totalement la place Saint-Lambert actuelle. La cathédrale et ses abords forment alors le noyau primitif de l’agglomération liégeoise où se rejoignent les différentes artères de la cité.
Un palais épiscopal, maintes fois détruits et reconstruits, est édifié sur le site, au nord de la cathédrale. Tout autour, les rues sont dédiées principalement aux commerces et à l’artisanat, avec, en point d’orgue, la place du Marché, accolée à l’est de la cathédrale. La cohue et l'animation règnent en permanence sur le site de la future place Saint-Lambert.

### La place

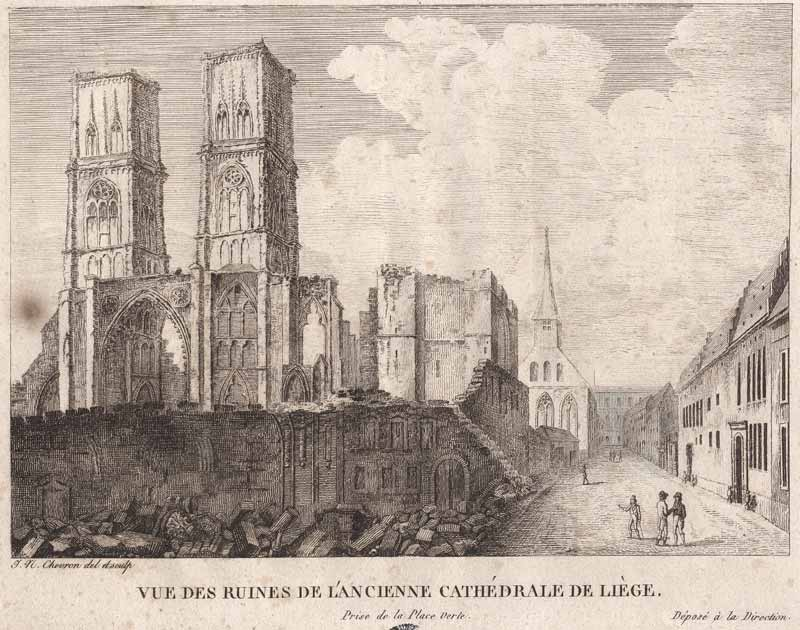
Vue des ruines de l'ancienne cathédrale de Liège, prise de la place Verte, gravure de l'architecte Jean-Noël Chevron.

#### La révolution liégeoise
L’acte de naissance de la place Saint-Lambert trouve son origine dans la Révolution liégeoise. C’est lors de cette période d’instabilité, en 1793, que 120 Liégeois, élus et réunis en convention  sous le nom d' « administration centrale provisoire du ci-devant pays de Liège », décident à l’unanimité de détruire la Cathédrale Notre-Dame-et-Saint-Lambert. Ses trésors sont dispersés : certains sont conservés par les autorités révolutionnaires, d’autres emmenés en France et le reste, vendu aux enchères.
La démolition, qui débute en 1794, est lente et s’étale sur une longue période. La cathédrale devient une sorte de carrière à ciel ouvert que l’on exploite selon les besoins et les circonstances. Dans le même temps, les autorités successives envisagent divers projets pour l’espace laissé vacant : on songe à construire un temple de la Liberté, une salle de spectacle ou encore à élever une statue monumentale à la gloire de Napoléon. Pourtant, il faudra attendre plus de trente ans pour que le terrain soit entièrement vidé et nivelé. Le 26 juin 1827, la place est alors officiellement baptisée, « place Saint-Lambert » par le Conseil de Régence. Elle  devient la place principale de la ville au détriment de la très ancienne place du Marché.

#### Un pôle d’attraction

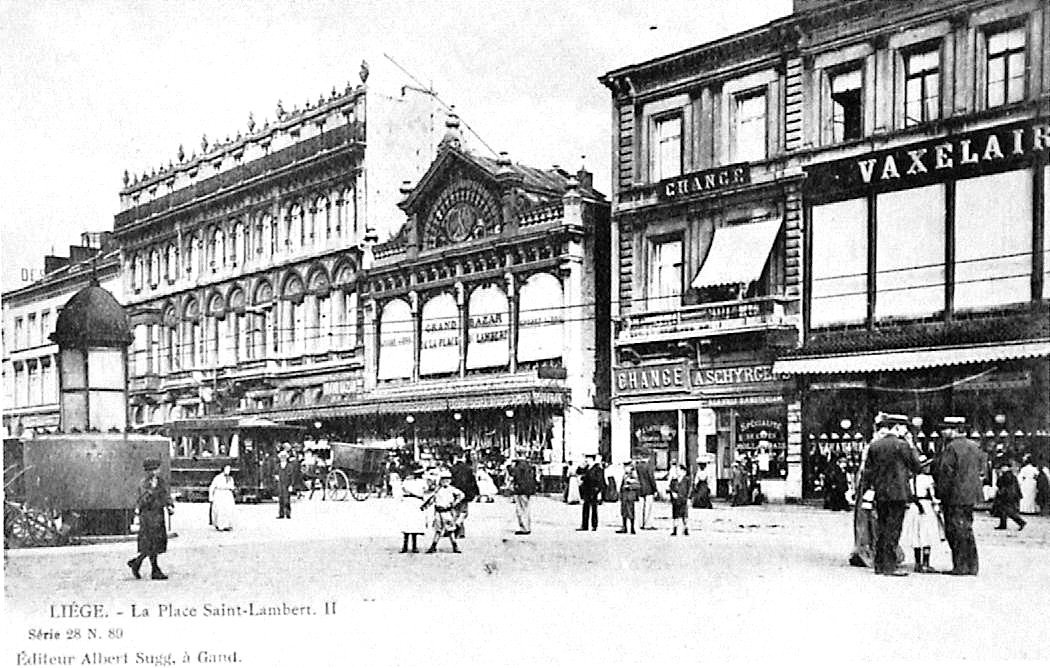
Place Saint-Lambert et Grand Bazar au début du XXe siècle.

À partir de la moitié du XIXe siècle, la place Saint-Lambert devient le point de convergence du centre-ville et un important pôle d'attraction. Les escaliers et les passages voûtés et étroits, qui formaient certains de ses accès, sont progressivement détruits ou agrandis pour faciliter la circulation. Des nouvelles percées, la rue Léopold et la rue de Bruxelles, forment deux artères qui mènent à la place Saint-Lambert. Celle-ci s’ouvre donc sur les quartiers avoisinants et les deux nouvelles voies permettent de la relier aux grands routes qui mènent soit vers Bruxelles ou vers l’Allemagne.

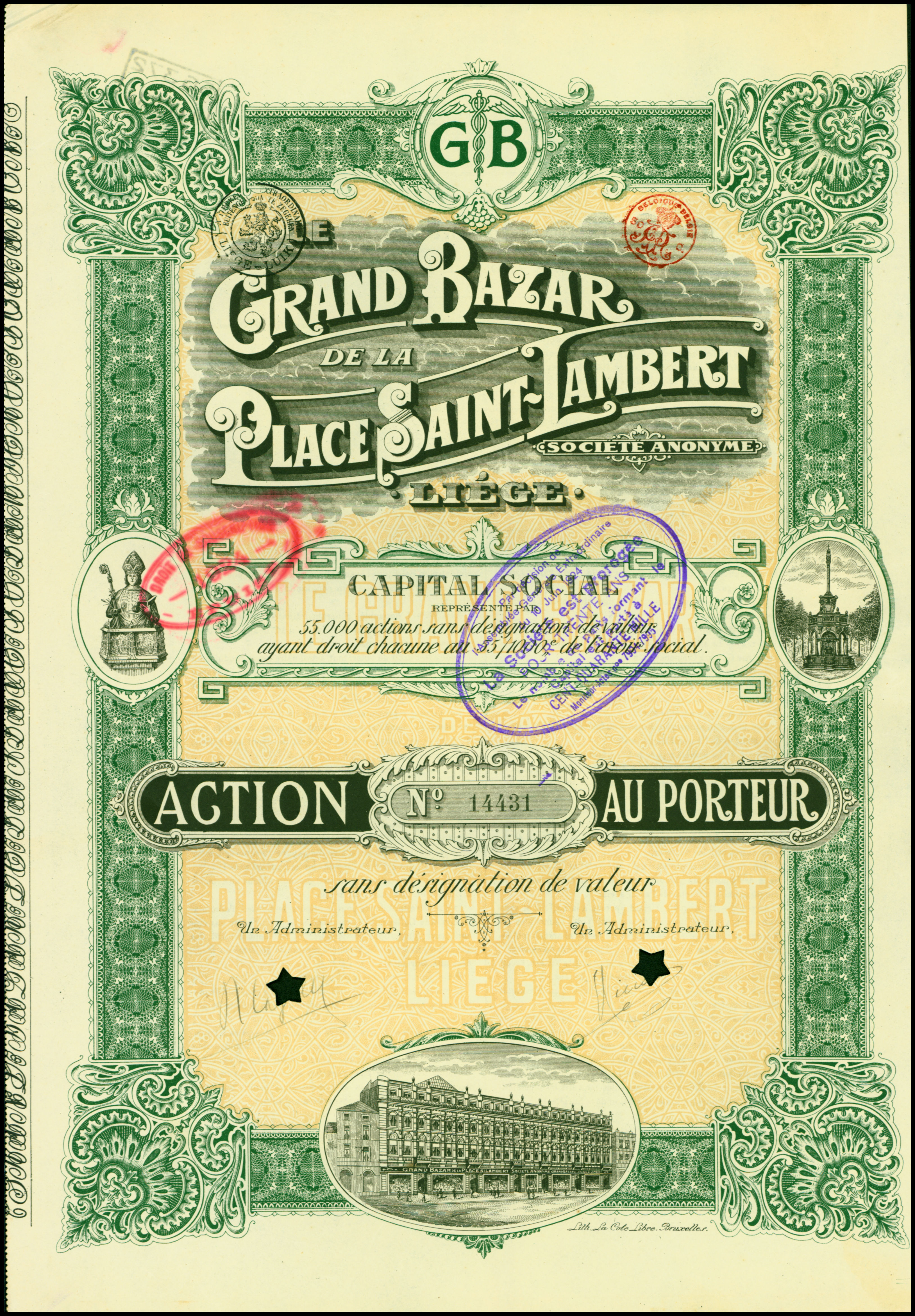
Action du Grand Bazar de la place Saint-Lambert en date du 9 juillet 1921

À la fin du XIXe siècle, précisément en 1885, s’y installe le premier grand magasin, le « Grand Bazar ». Par la suite, l’offre commerciale ne cessera de s’étoffer sur et autour de la place avec l’arrivée des grandes et moyennes surfaces comme « Au Bon Marché », « Innovation » ou encore « Sarma ». Quelques cafés et hôtels viennent compléter le panorama. En 1866 débute la construction du Théâtre du Gymnase, ancêtre du Théâtre de Liège, qui s'établit au nord-ouest de la place, rue des Mauvais Chevaux, à l'emplacement de l’ancien hôtel des comtes de Rougrave. Inauguré le 21 octobre 1868, il est démoli pour agrandissement et reconstruit en 1884.
En 1871, la place Saint-Lambert accueille la première ligne de tramway qui la relie à la gare des Guillemins. Ensuite, au fur et à mesure du développement des transports en commun, la place devient un nœud central de tout le réseau et un point de passage de nombreux itinéraires. Pour canaliser cette circulation, un système giratoire est installé au centre de l’espace où les tramways (et plus tard les trolleybus et les bus) viennent embarquer et décharger leurs passagers.

#### Un trou à la place
Dans le courant des années 1960, les autorités liégeoises et nationales souhaitent s’appuyer sur le réseau autoroutier en construction autour de Liège pour favoriser l’arrivée en ville des automobilistes. L’objectif est de réduire les entraves à la circulation et de créer un carrefour de voies rapides au cœur de la ville, sur la place Saint-Lambert. La construction d’un parking souterrain de 2 000 places et l’installation d’une gare routière souterraine, reliée aux différentes artères du centre-ville par des tunnels, sont également prévus. Ces chantiers doivent être entrepris par le Ministère des Travaux publics et mis en œuvre par le groupe L’Équerre. Le projet est approuvé par le Conseil communal en 1968.
Un plan d’expropriation, établi en 1970, entraîne la destruction de nombreux immeubles compris entre la rue Haute-Sauvenière et la place Saint-Lambert et des propriétés situées sur les deux îlots « Tivoli », du côté de la place du Marché. Plus largement, c’est tout le périmètre compris entre le site du Cadran, la place du Marché et la place République française qui subit de notables démolitions.
Une fois les destructions réalisées à la fin des années 70, les blocages vont s’accumuler et le chantier va se mettre à l’arrêt durant plusieurs années. Les finances de la ville de Liège sont au plus mal et les oppositions au projet se développent. Les archéologues, les défenseurs du patrimoine, les commerçants et les riverains s’organisent pour s’opposer au projet. Celui-ci est revu plusieurs fois et les nouveaux plans d’aménagement se succèdent au début des années 1980 sans permettre le consensus.
Le centre de Liège, quant à lui, se déporte légèrement, durant cette très longue période où la place Saint-Lambert est en travaux, vers le quartier piétonnier de la place de la Cathédrale, du pont d'Avroy et du Carré dans lequel se côtoient de nombreux commerces cohabitant avec les lieux ayant vocation à mettre en œuvre l'animation nocturne. La rue Léopold qui jouxte la place Saint-Lambert souffre de ce changement d'axe et se trouve en grande difficulté quant à la survie de ses commerces. C’est aussi durant cette période que la place est rebaptisée par les Liégeois, « le trou de la place Saint-Lambert » pour désigner cet espace chaotique, avec des cheminements pédestres changeant, des zones couvertes de treillis métalliques, de structures en béton, de friches qui semblent à l’abandon et de parkings provisoires.
Le plan d'aménagement d’origine avec ses différentes versions est définitivement abandonné en 1983, lorsque la majorité communale est renversée aux élections et que la nouvelle équipe désapprouve définitivement le projet d’aménagement de la place.

#### Un schéma directeur comme solution
Pour sortir de l’impasse, l’architecte-urbaniste Claude Strebelle est nommé coordinateur des différents projets en 1984. Il mettra une quinzaine d'années pour aboutir à une solution pour le nouvel aménagement de la place Saint-Lambert et ses alentours.
En 1985, face à un environnement presque complètement détruit, il rompt avec les méthodes du passé et propose un premier schéma directeur, un document non contraignant qui présente les différentes orientations et les objectifs du projet. Ce schéma directeur se veut évolutif et ouvert à la discussion et à la négociation. Il faudra donc attendre 1988 pour que le projet définitif soit adopté, après plusieurs réunions avec les riverains, les commerçants, les autorités publiques.
Plusieurs objectifs y sont définis : 
- Limiter l’espace destiné à la voiture
- Sauver les vestiges archéologiques présents sur la place.
- Recoudre le tissu urbain en recréant les îlots détruits
- Valoriser les investissements réalisés, notamment les différents tunnels prévus pour la gare routière.

Les travaux s'étalent tout au long des années 1990. La place est reconstruite et les espaces attenants (place Notger, îlot Saint-Michel, place du Marché, place de l’Opéra et place République française) sont réaménagés. C’est à l’aube de l’an 2000 que les Liégeois retrouvent leur place Saint-Lambert, après plus de vingt ans de chantier.

### Tuerie de Liège
Le 13 décembre 2011, la place est le théâtre d'une tuerie, lorsqu'un forcené ouvre le feu et jette des grenades sur la foule, occasionnant la mort de cinq personnes et en blessant 125 autres.

## Patrimoine

### L'Archéoforum
L’Archéoforum de Liège est un site de 3725 m², fruit de plusieurs campagnes de fouilles réalisées sur la place Saint-Lambert. Situé sous la dalle centrale, il est ouvert au public depuis 2003. Il comporte des vestiges qui retracent l’histoire du site, avec les fondations de la cathédrale Notre-Dame-et-Saint-Lambert, celles d’une villa gallo-romaine et des traces d'occupations préhistoriques. 

### Le palais des princes-évêques
Depuis la disparition de la cathédrale Notre-Dame-et-Saint-Lambert, le palais des princes-évêques est le bâtiment emblématique de la Principauté de Liège. Ancien palais épiscopal, plusieurs fois détruit et reconstruit, il servait de résidence aux Princes-évêques et de siège à leur administration. 
Organisé autour des cours intérieurs, le plan du bâtiment actuel est clairement influencé par la Renaissance italienne même si les éléments décoratifs sont presque tous de style gothique. 
La façade qui donne sur la place Saint-Lambert fut reconstruite au XVIIIe,  à l’occasion d’un incendie survenu en 1734. Elle est de style classique et la symétrie y règne, à l’exception de l’extrémité droite où une baie est absente. Cet emplacement accueillait le « pont Saint Lambert » qui reliait directement le palais à la Cathédrale, en traversant l’ancienne rue Sainte-Ursule.

Le palais est réservé aux autorités judiciaires et aux institutions provinciales, seule sa première cour intérieure est accessible au public en permanence. De plan rectangulaire, elle est ceinturée d’un péristyle composé de 60 colonnes. Le palais des princes-évêques est classé au Patrimoine immobilier exceptionnel de la Région wallonne.

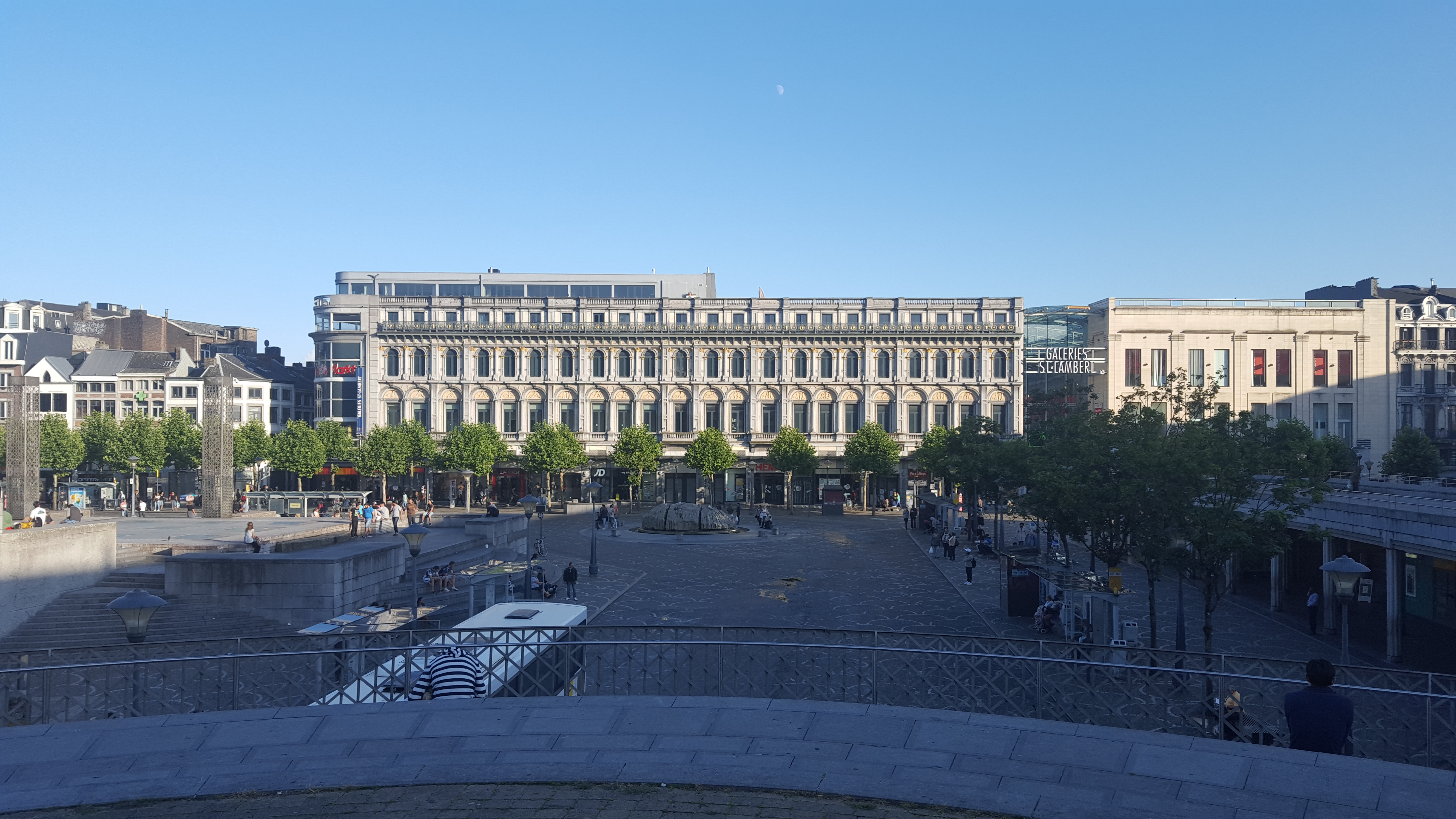
Facade de l'ancien « Grand Bazar » transformé en « Galeries Saint-Lambert ».

### L'ancien «Grand Bazar»
Les Galeries St-Lambert, classées en partie au patrimoine culturel immobilier de la Région wallonne, ont ouvert leurs portes en 2004 après avoir rénové et agrandi l'ensemble formé par l'ancien « Grand Bazar », le premier des grands magasins qui s’installent sur la place en 1885.
Sa vaste façade, de style néo-Renaissance, en calcaire et pierre de Gobertange, s’élève sur 4 niveaux.  Richement décorée, elle est rythmée par des pilastres et percées de baies en plein cintre, dont certaines sont ornées de tympans sculptés.   

## Fontaine

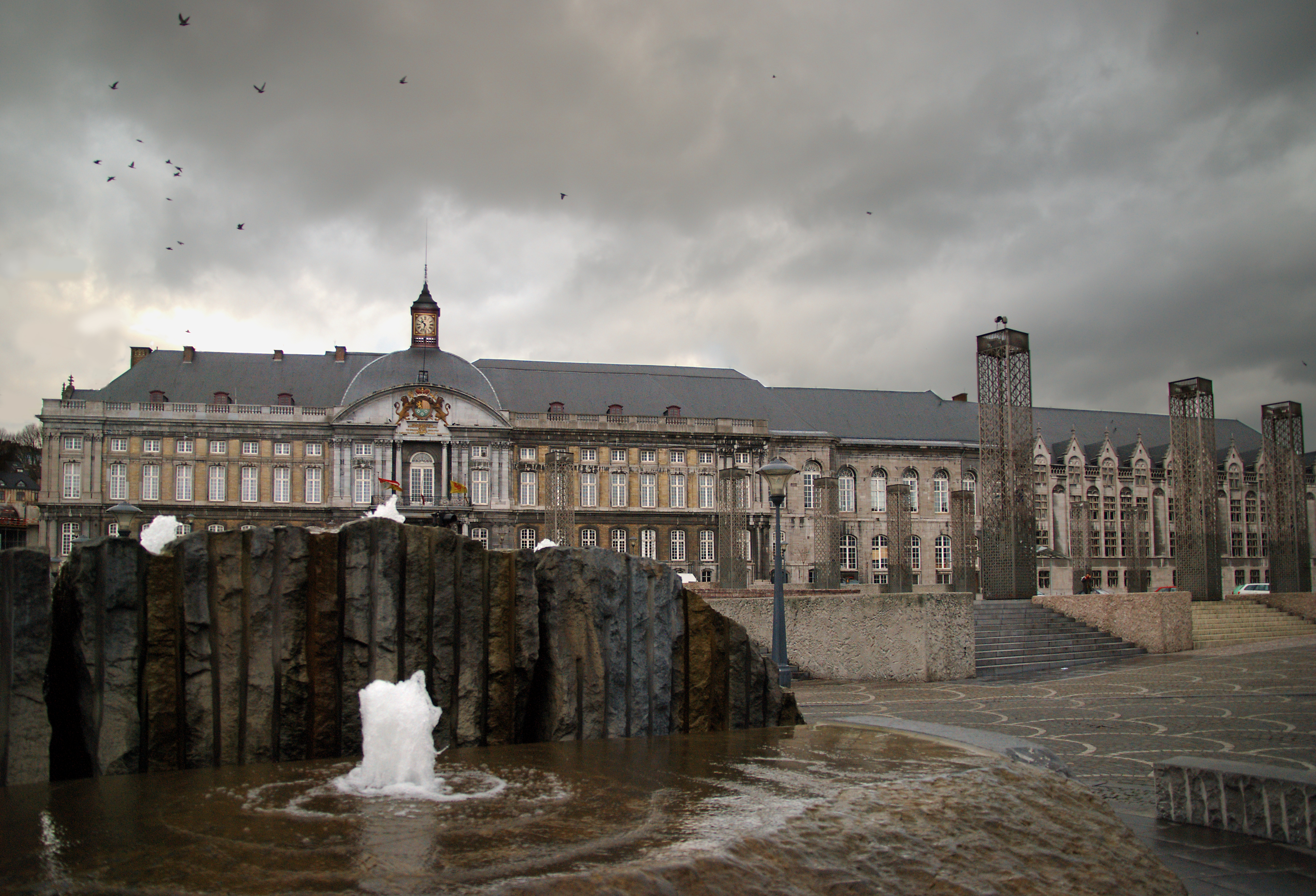
La place Saint-Lambert avec au premier plan, la fontaine de Halinka Jakubowska (1997) et au second plan le Palais des princes-évêques.

En octobre 1995, une consultation populaire est organisée durant six jours afin de choisir un projet de fontaine pour la place. 3 119 personnes y participent et les trois premiers sont le projet d'Alain De Clerck, Thierry Lechanteur et Gyuri Mascai (sorte de grand yo-yo) avec 46,7 %, celui d'Halinka Jakubowska (deux blocs monumentaux) avec 21,2 % et enfin celui de Lambert Rocour et Philippe Frère (colonne de pierre et d'eau) qui reçoit 17,1 % des suffrages. Mais c'est finalement le choix du jury international de 16 membres (dont 7 Liégeois) qui est retenu : le projet d'Halinka Jakubowska,.

## Transports
La place Saint-Lambert a maintenu sa vocation des années 1900 de nœud majeur des transports publics liégeois, une partie de l'infrastructure dédiée aux bus ayant été enterrée lors de sa rénovation. Elle constitue ainsi l'un des nombreux terminus centraux du réseau de bus du TEC Liège-Verviers. La gare routière est exploitée entièrement en site propre et est desservie par de nombreuses lignes à destination de la banlieue.
La place Saint-Lambert bénéficie également d'une gare à son nom, Liège-Saint-Lambert, autrefois appelée « Liège-Palais ».
À 2025, la première ligne de tram du réseau moderne de tramway de l'agglomération liégeoise est mise en service.